# Pont Kitchener-Marchand
Le pont Kitchener-Marchand est un pont franchissant la Saône à Lyon, en France. 

## Origine du nom
Depuis 1954, il porte le double nom d'Horatio Herbert Kitchener (1850-1916), militaire et homme politique britannique, et de Jean-Baptiste Marchand (1863-1934), militaire et explorateur français qui a dirigé la mission Congo-Nil. Les deux hommes sont responsables du règlement pacifique de la crise de Fachoda (1898) entre les deux grandes puissances coloniales, le Royaume-Uni et la France.

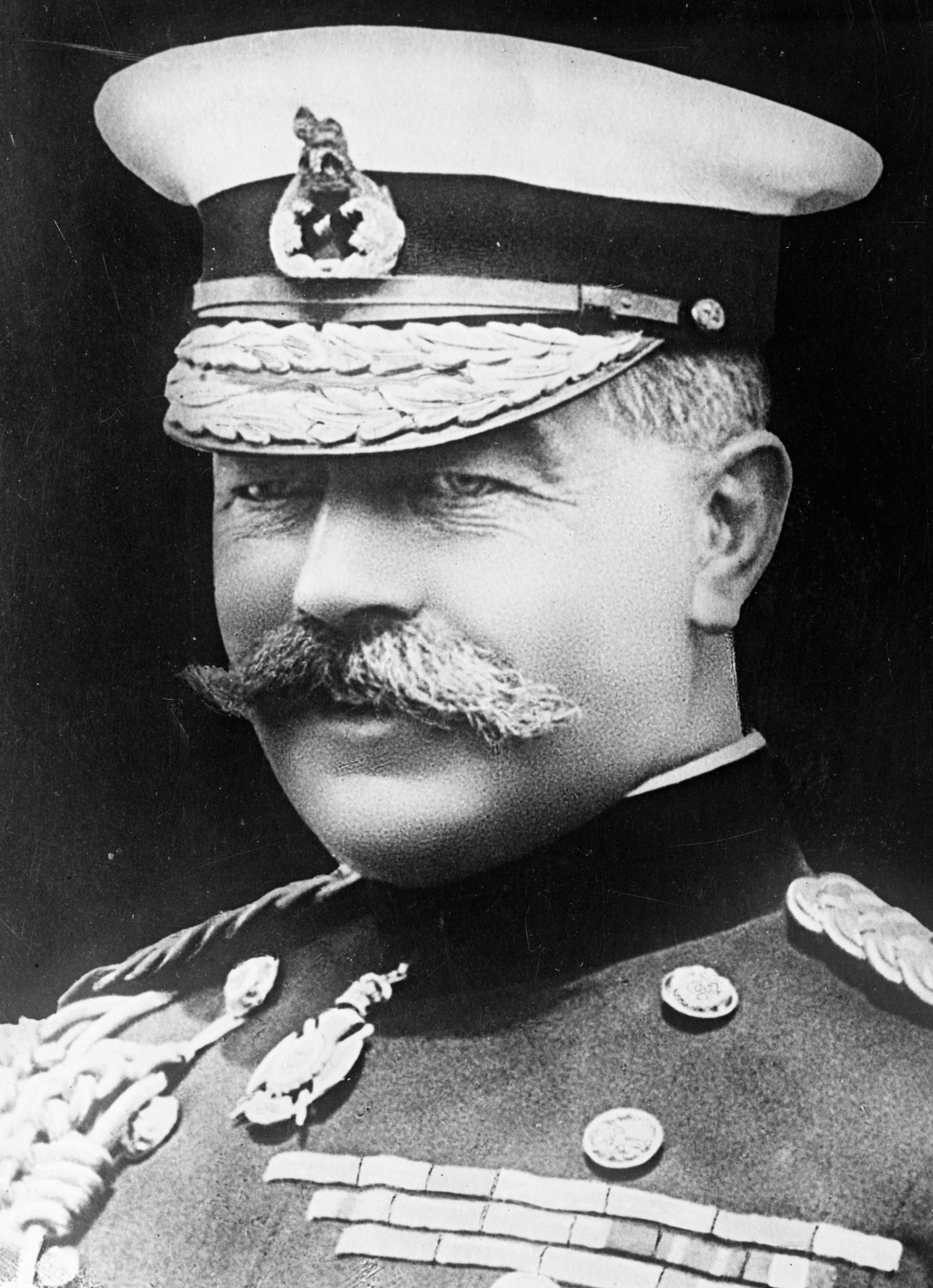
Horatio Herbert Kitchener en 1914.
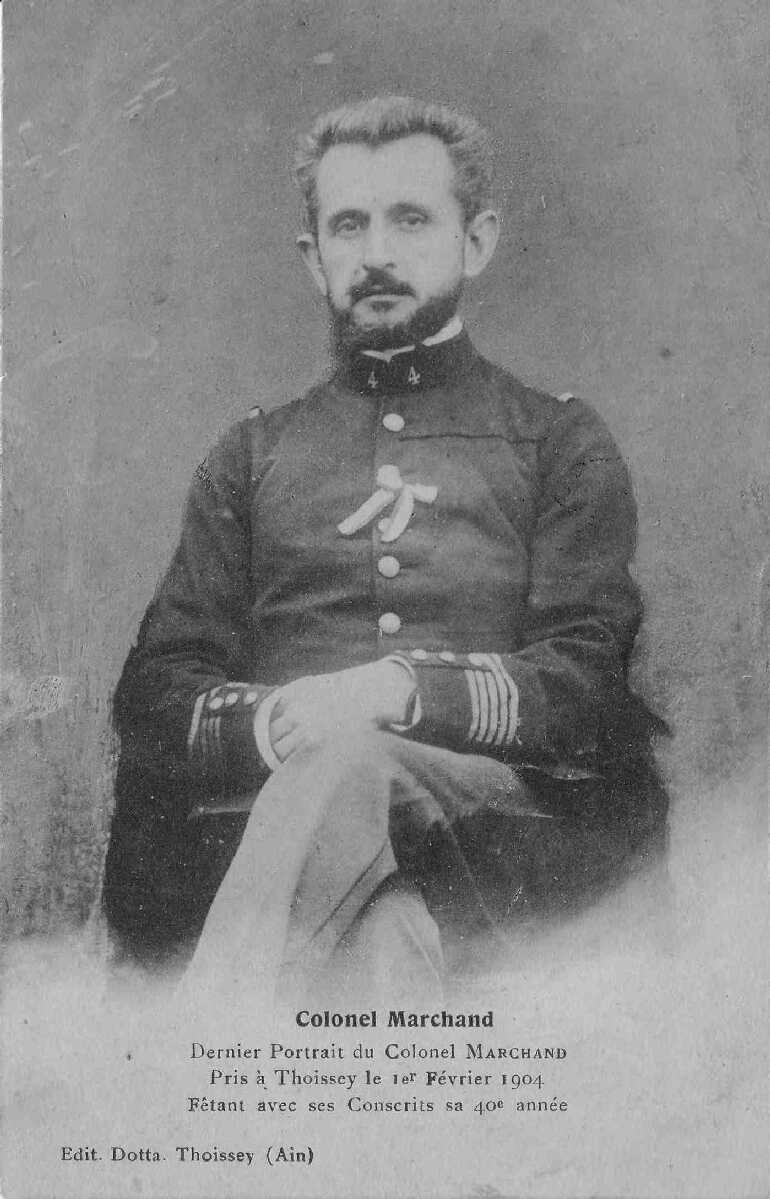
Jean-Baptiste Marchand en 1904.

## Description
Il est long de 115,80 m et large de 24 m, avec une chaussée de 15 m et deux trottoirs de 4,50 m. Sa travée centrale mesure 57 m et les deux travées latérales mesurent chacune 29,40 m.

## Histoire
Vers 1828, Jean Christophe Hector Arcis de Chazournes (1784-1855) fait construire un pont de bois afin d'acheminer la terre nécessaire à l'aménagement du confluent et à l'aménagement du futur quartier de Perrache. Ce pont est détruit lors des émeutes de 1834. Il est reconstruit et à nouveau détruit cette fois par les crues de 1840. 
Un projet, esquissé dès 1830, prévoyait la construction d'un axe est-ouest, constitué de chaque côté de l'actuel cours de Verdun d'un pont sur la Saône et de deux ponts sur le Rhône (actuel pont Gallieni). Ces franchissements, nommés tous les deux pont Seguin, furent terminés en 1847 et ouverts au public en 1849, le 10 mars précisément pour le pont sur la Saône. 
Le pont est constitué d'une grande travée centrale de 128 m, accrochée à deux piles. Large de 7 m, le pont permit l'aménagement d'une chaussée de 4,80 m et deux trottoirs de 1,10 m chacun. En 1852, les ponts sont rebaptisés pont Napoléon à l'instar du cours de la République (actuel cours de Verdun) renommé en 1849. Ils deviennent ponts et cours du Midi en 1871. 
Le pont est jugé trop fragile. En 1888, l'ouvrage est renforcé par la mise en place de piliers en maçonnerie et d'un tablier rigide. Le 17 juillet 1916, le pont sur la Saône devient pont Kitchener du nom du maréchal Horatio Herbert Kitchener (1850-1916), ministre britannique de la Guerre en 1914. Son tablier est détruit le 1er septembre 1944. Il est rouvert en 1949. Entre 1950 et 1959, un nouveau pont en béton en 1954, est construit et prend le nom de pont Kitchener-Marchand.

## Sources
- Cet article est partiellement ou en totalité issu de l'article intitulé « Ponts de Lyon » (voir la liste des auteurs).